# Лау Нильсен, Себастьян
Себа́стьян Лау Ни́льсен (дат. Sebastian Lau Nilsen; род. 2 июля 1996 года в Скиве, Дания) — датский футболист, нападающий клуба «Б68».

## Карьера
Себастьян начинал карьеру в академиях клубов «Скиве» и «Люнгбю», а во взрослом футболе дебютировал в составе «Хеллерупа». В первой половине сезона 2016/17 он принял участие в 10 матчах этой команды во втором дивизионе, отметившись 1 забитым мячом. Другую половину Себастьян отыграл за «Стенлёзе». Летом 2017 года он присоединился к «Хольстебро». В этом клубе форвард провёл неполные 5 сезонов, став с ним победителем Датской серии 2019/20. 
В декабре 2021 года Себастьян стал игроком «Б68». Его дебют за тофтирцев состоялся 6 марта 2022 года в матче чемпионата Фарерских островов против «Б36». В этой игре он также забил свой первый гол за новую команду. Всего в сезоне-2022 нападающий отыграл за «Б68» 24 встречи, записав на свой счёт 8 забитых мячей.

## Достижения
«Хольстебро»
- Победитель Датской серии (1): 2019/20